# Anthurium coleomischum
Anthurium coleomischum är en kallaväxtart som beskrevs av Alexander Gilli. Anthurium coleomischum ingår i släktet Anthurium och familjen kallaväxter. Inga underarter finns listade.